# Monster Snowman
Half Human: The Story of the Abominable Snowman (japoneză Jūjin Yuki Otoko, 獣人雪男, lit. Half-Beast-Half-Man Snowman) este un film SF japonez din 1955 regizat de Ishirō Honda. În rolurile principale joacă actorii Akira Takarada, Akemi Negishi.

## Actori

### Actori japonezi
- Takeshi Iijima - Akira Takarada
- Chika - Akemi Negishi
- Machiko Takeno - Momoko Kochi
- Professor Tanaka - Nobuo Nakamura
- Nakata - Sachio Sakai
- Tribal Chief - Kokuten Kodo
- Oba - Yoshio Kosugi
- Chubby Thug - Akira Tani
- Shinsuke Takeno - Kenji Kasahara
- Villager - Senkichi Omura
- Kurihara - Koji Suzuki
- Shinagawa - Ren Yamamoto
- Matsui - Akira Sera
- Kodama - Yasuhisa Tsutsumi
- Takeno - Tadashi Okabe
- Thug - Yutaka Nakayama

### Actori americani
- Dr. John Rayburn - John Carradine
- Prof. Philip Osborne - Russell Thorson
- Prof. Alan Templeton - Robert Karnes
- Dr. Carl Jordan - Morris Ankrum